# وقف الماء

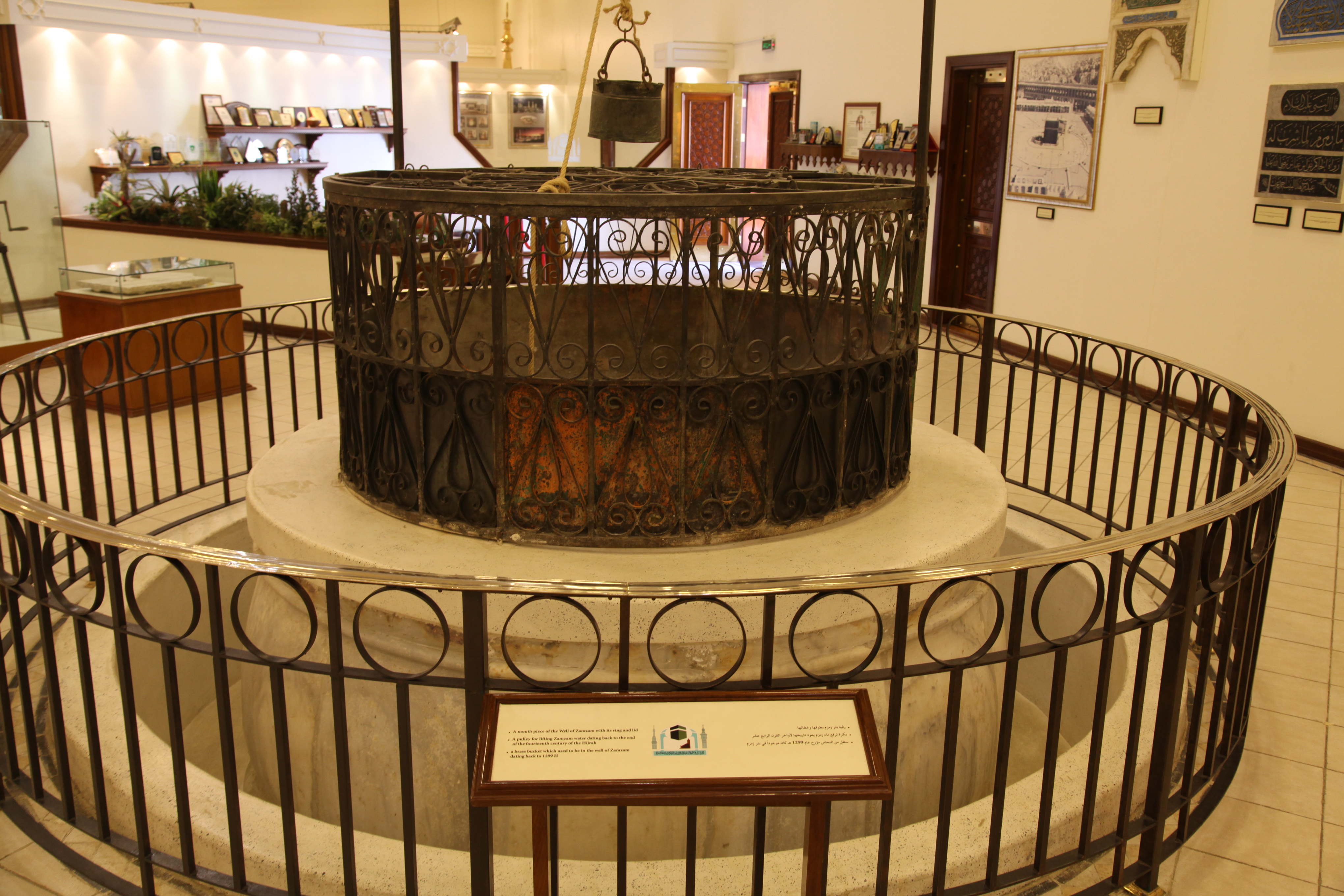
بئر زمزم الأثري

وقف الماء ويمثل مصدراً مهماً للجهات المنتفعة به، ويقوم بدور مهم في التنمية المستدامة للمجتمع، في مختلف المجالات، ويعتبر من أهم الأوقاف، منذ عهد رسول الله ﷺ، وإلى يومنا هذا، ويتمثل في حفر الآبار أو شرائها ووقفها، كما فعل عثمانفي (بئر معونة) والتي سُجِّلَت كأول وقف مائي في الإسلام، أو إنشاء السقايا والأسبلة، وتوفير مصادر المياه، أو خدمة المياه ذاتها، وتكونت في المجتمع الإسلامي، مؤسسات وقفية مائية، تولت شؤون الماء في مختلف الأمصار وفي كل العصور بداية من العهد النبوي، ومروراً بعهد الخلفاء، وعهد الأمويين والعباسيين والمماليك والعثمانيين، وختاماً بوقتنا المعاصر، وذلك بالاستفادة من مياه الأمطار، والأنهار، والوديان، والعيون، ولم يختص وقف الماء في التاريخ الإسلامي، بتوفير الماء للإنسان فحسب، بل وصل إلى الحيوان، فقد عرفت الساحة الإسلامية في مسيرتها، كثيراً من أحواض المياه الموقوفة لسقي الدواب، وبذلك أصبح وقف الماء، سلوكاً اجتماعياً وحضارياً، تميز به المجتمع الإسلامي على مر العصور.

## مفهوم الوقف المائي
هو كل ما يوقف من المنشئات المائية، لجهة عامة، أو خاصة، على جهة التأقيت أو التأبيد، بنية التقرب إلى الله.

## النشأة التاريخية لوقف الماء
إن فكرة توفير المياه وتسهيل الحصول عليها، كانت حاضرة عند العرب قبل الإسلام، وذلك في توفير السقاية والرفادة للحجاج، وكان أشراف قريش يتسابقون على الفوز بالسقاية والرفادة للوافدين، وكانت هذه المكرمة دون أي مقابل، وكانت بئر زمزم منذ فجَّرها الله، لإسماعيل وأمه بجوار الكعبة، أول سقاية انتفع بها حجاج بيت الله، وظلت زمزم تؤدي ذلك الدور إلى أن طُمرت، وظلت كذلك إلى أن بوأ الله لـ عبد المطلب بن هاشم مكانها، فحفرها، وأظهر ماءها.

## أول وقف مائي في التاريخ الإسلامي
يعتبر بئر رومة أول وقف مائي في التاريخ الإسلامي، في عهد رسول الله ﷺ، وهذا البئر اشتراه عثمان من ماله الخاص، وجعله وقفاً في سبيل الله، استجابة لتوجيه رسول الله، وكان هذا البئر يسد حاجة الناس إلى المياه العذبة في المدينة، ويقع في الشمال الغربي للمدينة، ويبعد عن المسجد النبوي بخمسة كيلو مترات تقريباً، وعندما أقدم عثمان على شراء (بئر معونة)، ليوقفها للمسلمين ليشربوا منه مجاناً، بعد أن كان يُباع لهم بما يزيد على طاقتهم، ولأن الغاية كانت مرضاة الله ورسوله، فقد استمر هذا الوقف إلى يومنا هذا، وبعد ذلك كثرت أوقاف المسلمين على المياه، إما بحفر الآبار، أو إجراء العيون، أو تشييد السقايات والأسبلة في كل الأصقاع.

## حكم وقف الماء في الفقه الإسلامي
اتفق الفقهاء على جواز وقف الماء، واختلفت نظرتهم في تصنيف وقف الماء، هل هو من العقار، أم هو منقول تابع للعقار، أم هو منقول يجوز وقفه، لأنه يتجدد ولا ينضب بالانتفاع، ففقهاء المالكية، لم ينصوا صراحة على وقف الماء، وإنما نظروا إلى الماء بالالتصاق في المكان، فألحقوه بالعقار، فالحبس عندهم على ثلاثة أصناف، منها: الأرض وما يتعلق بها، كالديار والحوانيت والحوائط والمصانع والآبار والقناطر والمقابر والطرق، والحنفية كذلك، لم يخصصوا حكم وقف الماء بالذكر، وإنما أشاروا إليه عند حديثهم عن الموقوف، فأجازوا وقف العقار "الأرض"، وما يدخل فيها من شِرْبِ كالآبار والعيون ومسيل وشجر وبناء، وأما الشافعية، فقد صح عند بعضهم وقف الماء، حيث استثنوه من المطعوم، والذي نفعه، لا يتحقق إلا بإهلاكه، وقد جوز الحنابلة وقف الماء، صراحة، كما جاء في الفروع وفي الجامع "يصح وقف الماء.
ويستخلص مما سبق أن الفقهاء، وإن اختلفوا في نظرتهم إلى الماء، هل هو تابع للعقار، أم هو منقول يمكن قصد وقفه، فقد صح عنهم جواز وقف الماء، حتى ولو كان منقولاً.

## وقف الماء في عهد الخلفاء
توسع وقف الماء بعد العهد النبوي وتطور، ومن الأمثلة على ذلك، ما ذُكِر أن عمر، وضع في طريق السبيل بين مكة والمدينة، ما يُصلح من ينقطع به، ويحمل من ماء إلى ماء، وعن عبد الله المزني عن أبيه عن جده، أن عمراستأذنه أهل الطريق، يبنون ما بين مكة والمدينة، فأذن لهم، وقال: ابن السبيل أحق بالماء والظل"، ولم يقتصر هذا العهد على توفير المياه ووقفها، والتصدق بها، بل شمل إقامة أبنية خُصِّصَت لذلك الغرض، وهي التي عُرِفت بالسقايات، ويُستدل على ذلك بما رواه الشافعي بسنده عن جعفر بن محمد عن أبيه:"أنه كان يشرب من سقايات كان يضعها الناس بين مكة والمدينة".
وفي عهد عثمان، كَثُر حفر الآبار والقنوات في مختلف أنحاء الدولة الإسلامية، سواءً بأمر من عثمان، أو من أمرائه، وامتد أيضاً إلى إقامة السدود عند الحاجة، كما فَعَلَ عثمان مع وادي مهزور في المدينة، حيث أقام سداً لمنع وصول السيل إلى الحرم النبوي.

## وقف الماء في العهد الأموي
شهد هذا العهد ظهور عدة منشئات، لتوفير المياه بمكة والمدينة وغيرهما من بلدان المسلمين، ومن ذلك، ما عُرف بعيون الخليفة معاوية (العشر)، وهي عيون مائية وقفية، وكان لكل عين منها مشرعة، وكذلك كانت هناك عدة آبار وبرك بمكة في ذلك العصر، ومنها بئر عكرمة، وبئر الشركاء، وبئر الياقوتة، وبئر عمر، وبئر الصلصال، وبئر التجار، وبركة الثقبة، وكذلك آبار بالمدينة، ففي خلافة عمر ابن عبد العزيز، حفر الآبار فيها، ومنها بئر الحفير، وكانت طيبة الماء.
ومن أبرز العيون:
- العين الزرقاء بالمدينة، التي أجريت في القرن الهجري الأول، أجراها مروان بن الحكم بأمر معاوية، حين كان واليًا على المدينة.[21]
- وفي القدس، عين سلوان، معروفة وفعالة، وكذلك القناة التي يجري بها الماء على الصهاريج، والآبار، فقد شهدت اهتماماً خاصاً في عهد الخليفة عبد الملك بن مروان.[12]

## وقف الماء في العهد العباسي
ازداد الاهتمام بأوقاف الماء في عهد الخلافة العباسية، ومن أهم السقايات في هذا العهد، سقاية العباس بن عبد المطلب، والتي كانت تقع بين بئر زمزم من جهة الشرق والكعبة، وقد عُمّرت في خلافة المهدي العباسي (158-169هـ)، كما حدث لها العديد من الإصلاحات والتجديدات والصيانة فيما بعد، فقد أمر الخليفة العباسي أبو جعفر المنصور، بفرش أرض مبنى زمزم بالرخام، كما عُمل لها شبك، وجدِّدت قبتها، وفي عهد الخليفة العباسي المهدي ابن منصور، تم تجديد أبنية البئر وأضاف في حفرها، وشهد عهد الخلفاء العباسيين، هارون الرشيد، وأبناء محمد الأمين، والمعتصم بالله، والواثق بالله، تجديد سقاية العباس.
ومن أشهر الأوقاف المائية أيضا، في هذا العهد، (عين زُبَيدة)، وهي عين عذبة الماء غزيرة، أجرتها أم جعفر زبيدة زوج هارون الرشيد، وهي تنبع من وادي نعمان، ثم تمر في عرفات فتقطع وادي عُرنَة إلى الخَطْم ثم تنحدر إلى منى فمكة، وكانت مصممة بطريقة انسيابية انحدارية، وكانت سقيا أهل مكة، إلى أن أجريت عيون أخرى في العهد الحديث، وبقيت عين زبيدة تقاوم التأريخ إلى اليوم، وقد مر عليها قرابة ألف ومائتا سنة، وظل الولاة والحكام يولونها عناية خاصة، فيتعهدونها بالإِصلاح والعمل، ولها اليوم إدارة خاصة تسمى إدارة عين زبيدة والعزيزية.

## وقف الماء في العهد الأيوبي
ازدهرت وتطورت الأوقاف المائية في عهدالأيوبي، وصار يطلق عليها (الأسبلة)، وحظيت مباني الأسبلة بعناية فائقة، من حيث اختيار مواقعها، وعمارتها، ومن حيث حليتها وكسوتها، بجانب الأوقاف الكبيرة المُغلَّة، التي وقفت عليها، كي يُصرف من ريعها على أوجه الصرف المختلفة، لاستمرار منفعتها ودوامها.
ومن الأمثلة للأوقاف المائية في العهد الأيوبي: وقف الملك السلطان سيف الدين أبو بكر بن أيوب عام: (599هـ) سقاية الحرم الإبراهيمي في القدس، وتعمير الآبار وإقامة الأسبلة، إضافة إلى سبيل شعلان، الذي بناه الملك المعظم عيسى، شمال الحرم.

## وقف الماء في العهد المملوكي

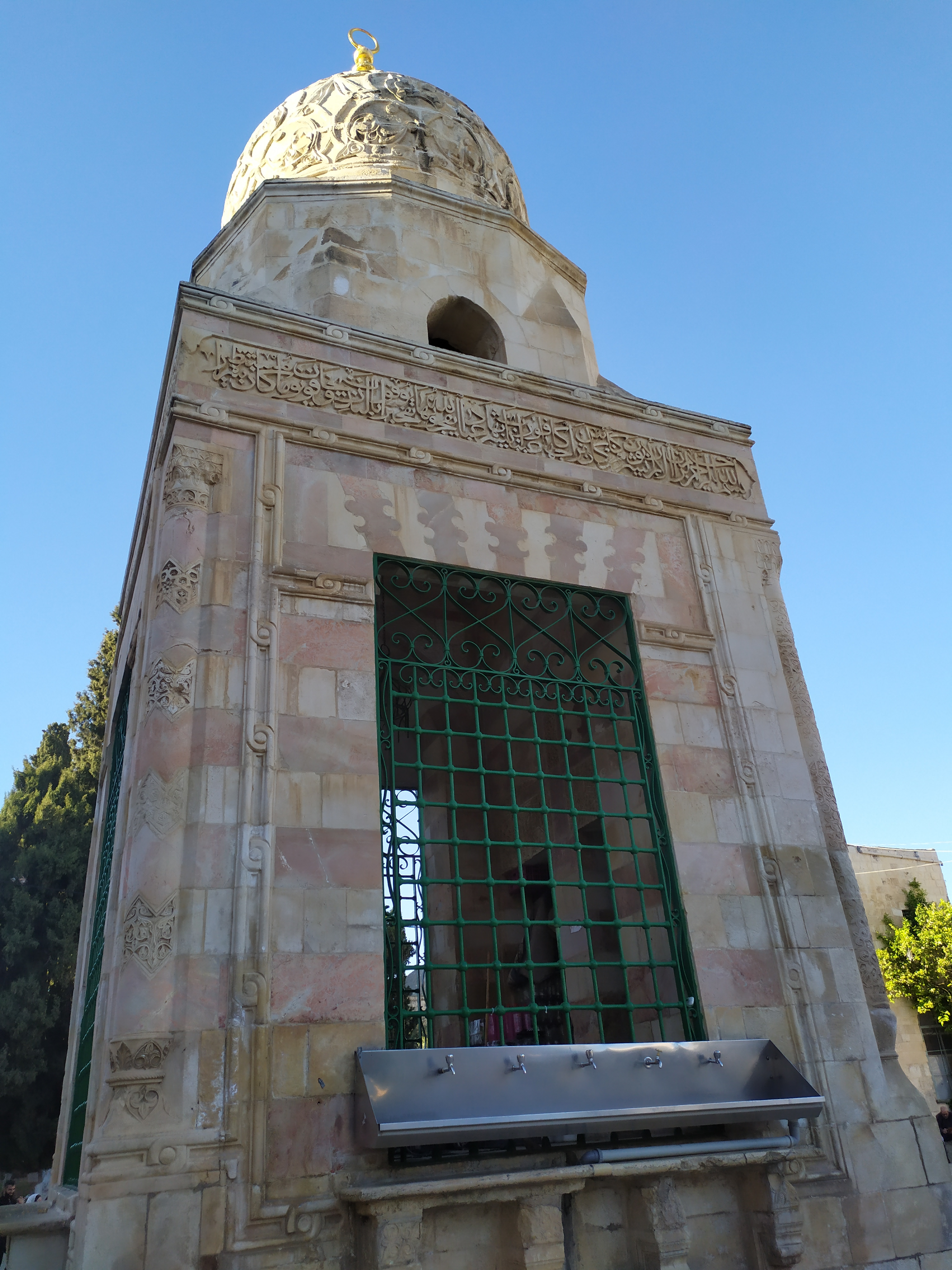
سبيل ماء قايتباي في المسجد الأقصى في القدس

ضمن أعمال المماليك لتطوير المدن، ازدهرت الأوقاف المائية، وتطورت، وتم إنشاء العديد من الأسبلة المائية الوقفية، في كثير من المدن والبلدات الإسلامية، ومنها على سبيل المثال:
ما قام به السلاطين والأمراء في العهد المملوكي، على توفير المياة، وذلك من خلال حفرهم الآبار، وعمارة العيون، وإنشاء البرك، والخزانات، وزيادة الأسبلة.
ومنها، وقف السلطان الأشرف، فقد خصص جانباً من ريع أوقافه، لتوفير الماء في طريق الحج بين مكة والمدينة، وفي الطريق البري بينهما وبين مصر والشام، ويصرف الريع لمشايخ العيون وأصحاب الآبار.
ولم يقتصر اهتمام المماليك بالمنشآت المائية على العمل الإنشائي الآني، بل إنهم حرصوا على ضمان الاستدامة، عبر تخصيص وقفيات على المصالح المائية، ومن أهمها: ما ثبت في حجة السلطان الغوري، إذ أشارت إلى أن يكون من أوجه الصرف بها، في ثمن دوارق وإجرة من يتولى تزويدها بالماء، وتسبيلها على الخاص والعام بالحرم المدني.

## وقف الماء في عهد العثمانيين
شهد هذا العهد بناء العديد من الأسبلة (الأوقاف المائية)، سواء في مقر الخلافة، أو في الولايات التابعة لها، فتـم وقـف العدیـد مـن العقــارات، لیــتم الصــرف علی الأسبلة، والاعتنــاء بهــا.
وزاد الأمر اهتماماً في عهد السلطان سليمان الأول القانوني (926هـ - 974هـ)، حيث جدد وأعاد تأهيل العديد منها في مكة والمدينة والقدس، كبرك سليمان، وقناة السبيل، وبركة السلطان، وبئر أزبك، وتعمير العديد من الأسبلة، كسبيل طريق الواد، وتجديد وتأهيل سبيل باب الأسباط، وسبيل باب السلسلة، وكذلك اهتم السلطان ومن تبعه من السلاطين العثمانيين والأمراء، بضرورة استدامة وصول المياه إلى القدس، ورفدها بمرافق إضافية.
وفي العراق: إذ يعود أقدم أسبلة وقفية مائية للعهد العثماني، ومنها على سبيل المثال: سبيل الروضة الحسينية في كربلاء، وهو الذي أمرت بتشييده والدة السلطان عبد المجيد العثماني، سنة: (1282هـ)، وسبيل الروضة العباسية، وسبيل باب الشهداء.
في مصر: تبارى الخيرون في القاهرة من سكانها، في العهد العثماني في إنشاء العديد من الأسبلة بقصد توفير ماء المعد للشرب على مدار السنة في الوقت، الذي لم تعرف فيه الوسائل الحديثة للإمداد بالمياه.
وفي مكة: سبيل منى، الذي بني سنة: (1340هـ -1921م)، ويُعد من الأمثلة المعمارية المتميزة والمتفردة، فقد تميز بهيئة معمارية مستقلة وغير مسبوقة، بجانب كتلة المدخل البارزة، وبنائه بالحجر الشهير، كما احتوى على مفردات وعناصر معمارية، غاية في الجمال، كالأحواض والدخلات المعقودة، والدعامات المسدسة، وما يعلوها من الأعمدة المدمجة في الأركان، والشرفات التي تتوج واجهة السبيل، وهذا السبيل يعتبر من آخر الأوقاف في العهد العثماني في مكة.

## وقف الماء في العهد الحديث
تنوعت أشكال الأوقاف المائية في التاريخ الإسلامي، إذ بدأت محصورة في آبار وعيون، ثم إلى سُقيا تتمثل بإنشاء أماكن للشرب وحمايتها مما قد يفسدها، ثم إلى أسبلة (مباني متكاملة).
وفي العصر الحديث، اختلفت أشكالها وطرق توفير ماءها، إذ أصبحت اليوم عبارة عن:
- برادات كهربائية، منتشرة أمام المساجد والمنازل، والمحلات التجارية وفي الشوارع، لتصبح هذه الأسبلة الوقفية الخيرية، مقصد كل ضمأن ومحتاج لها في شهور الصيف، عندما تصبح نقطة الماء هي الحياة بعينها،[2] وفي سائر فصول السنة.

- الأسبلة المتحركة ومن الأمثلة عليها: توزيع الماء البارد في المناسبات والأماكن التي تحتاج إلى ذلك، مثل مواسم الحج والعمرة وفي شهر رمضان.[3]

- ولم تعد مقتصرة على حفر الآبار والعيون وصيانة مصادرها، بل تطورت وتوسعت، وأهم هذه الطرق في العصر الحديث: (تحلية المياه المالحة).[3]

وتختلف تحلية تكلفة المياه باختلاف مصدر المياه المطلوب تحليتها، إذ تبلغ تكلفة مياه البحر حوالي ثلاثة أضعاف تكلفة تحلية مياه الآبار، لهذا كان لابد من مصادر لاستمرار هذه الأوقاف المائية، فأُنشئت للمياه إدارات خاصة لتفعيلها واستثمارها لضمان بقائها واستمرارها وتطورها.

## روابط خارجية
- الوقف المائي مقاربة فقهية قانونية واقتصادية في ضوء التجربة المغربية
- الاسبلة في العمارة الاسلامية بمكة المكرمة والمدينة المنورة
- الوقف المائي ودوره في تفعيل الأمن البيئي المستدام